# Tommy Haas
Tommy Haas (* 3. dubna 1978 v Hamburku, Německo) je současný profesionální německý tenista. Během své dosavadní kariéry na okruhu ATP World Tour vyhrál patnáct turnajů ve dvouhře a jeden turnaj ve čtyřhře.
Na žebříčku ATP pro dvouhru byl nejvýše klasifikován v květnu 2002 na 2. místě a pro čtyřhru pak v lednu 2014 na 82. místě. Trénují ho bývalí němečtí tenisté Ulf Fischer a Christian Groh.
Jeho největším úspěchem na grandslamové úrovni jsou pětinásobné semifinálové účasti na Australian Open 1999, 2002, 2007, Wimbledonu 2009 a French Open 2013.
Na Letních olympijských hrách 2000 v Sydney vybojoval stříbrnou medaili ve dvouhře.

## Finálové účasti na turnajích ATP World Tour (28)

### Dvouhra - výhry (15)
| Legenda                                                       |
| ATP Masters Series / ATP World Tour Masters 1000 (1)          |
| ATP International Series Gold / ATP World Tour 500 Series (3) |
| ATP International Series / ATP World Tour 250 Series (8)      |

| Č.  | Datum             | Turnaj              | Povrch    | Soupeř ve finále      | Výsledek       |
| 1.  | 21. únor 1999     | Memphis, USA        | tvrdý     | Jim Courier           | 6-4, 6-1       |
| 2.  | 7. leden 2001     | Adelaide, Austrálie | tvrdý     | Nicolás Massú         | 6-3, 6-1       |
| 3.  | 26. srpen 2001    | Long Island, USA    | tvrdý     | Pete Sampras          | 6-3, 3-6, 6-2  |
| 4.  | 14. říjen 2001    | Vídeň, Rakousko     | tvrdý     | Guillermo Cañas       | 6-2, 7-66, 6-4 |
| 5.  | 21. říjen 2001    | Stuttgart, Německo  | tvrdý     | Max Mirnyj            | 6-2, 6-2, 6-2  |
| 6.  | 18. duben 2004    | Houston, USA        | antuka    | Andy Roddick          | 6-3, 6-4       |
| 7.  | 18. červenec 2004 | Los Angeles, USA    | tvrdý     | Nicolas Kiefer        | 7-66, 6-4      |
| 8.  | 5. únor 2006      | Delray Beach, USA   | tvrdý     | Xavier Malisse        | 6-3, 3-6, 7-65 |
| 9.  | 26. únor 2006     | Memphis, USA        | tvrdý     | Robin Söderling       | 6-3, 6-2       |
| 10. | 30. červenec 2006 | Los Angeles, USA    | tvrdý     | Dmitrij Tursunov      | 4-6, 7-5, 6-3  |
| 11. | 25. únor 2007     | Memphis, USA        | tvrdý     | Andy Roddick          | 6-3, 6-2       |
| 12. | 14. červen 2009   | Halle, Německo      | tráva     | Novak Djoković        | 6-3, 6-74, 6-1 |
| 13. | 17. červen 2012   | Halle, Německo      | tráva     | Roger Federer         | 7–6(7–5), 6–4  |
| 14. | 5. květen 2013    | Mnichov, Německo    | antuka    | Philipp Kohlschreiber | 6–3, 7–6 (7–3) |
| 15. | 20. říjen 2013    | Vídeň, Rakousko     | tvrdý (h) | Robin Haase           | 6–3, 4–6, 6–4  |

### Dvouhra - prohry (13)
| Legenda                                                       |
| Olympijské stříbro (1)                                        |
| ATP Masters Series / ATP World Tour Masters 1000 (1)          |
| ATP International Series Gold / ATP World Tour 500 Series (2) |
| ATP International Series / ATP World Tour 250 Series (6)      |

| Č.  | Datum             | Turnaj                  | Povrch    | Vítěz               | Výsledek              |
| 1.  | 19. říjen 1997    | Lyon, Francie           | koberec   | Fabrice Santoro     | 4-6 4-6               |
| 2.  | 25. říjen 1998    | Lyon, Francie           | koberec   | Àlex Corretja       | 6-2 6-76 1-6          |
| 3.  | 17. leden 1999    | Auckland, Nový Zéland   | tvrdý     | Sjeng Schalken      | 4-6 4-6               |
| 4.  | 25. červenec 1999 | Stuttgart, Německo      | antuka    | Magnus Norman       | 7-66 6-4 6-77 0-6 3-6 |
| 5.  | 27. září 1999     | Grand Slam Cup, Německo | tvrdý     | Greg Rusedski       | 3-6 4-6 7-65 6-75     |
| 6.  | 7. květen 2000    | Mnichov, Německo        | antuka    | Franco Squillari    | 4-6 4-6               |
| 7.  | 1. říjen 2000     | Sydney 2000, Austrálie  | tvrdý     | Jevgenij Kafelnikov | 6-74 6-3 2-6 6-4 3-6  |
| 8.  | 15. říjen 2000    | Vídeň, Rakousko         | tvrdý     | Tim Henman          | 4-6 4-6 4-6           |
| 9.  | 12. květen 2002   | Řím, Itálie             | antuka    | Andre Agassi        | 3-6 3-6 0-6           |
| 10. | 22. červenec 2012 | Hamburk, Německo        | antuka    | Juan Mónaco         | 5–7, 4–6              |
| 11. | 5. srpen 2012     | Washington, D.C., USA   | tvrdý     | Alexandr Dolgopolov | 7–6(9–7), 4–6, 1–6    |
| 12. | 17. únor 2013     | San José, USA           | tvrdý (h) | Milos Raonic        | 4–6, 3–6              |
| 13. | 16. únor 2014     | Záhřeb, Chorvatsko      | tvrdý (h) | Marin Čilić         | 3–6, 4–6              |

### Čtyřhra - výhry (1)
| Legenda                                                  |
| ATP International Series / ATP World Tour 250 Series (1) |

| Č. | Datum         | Turnaj        | Povrch | Partner        | Soupeři ve finále             | Výsledek |
| 1. | 15. únor 2009 | San José, USA | tvrdý  | Radek Štěpánek | Rohan Bopanna Jarkko Nieminen | 6-2, 6-3 |

## Davisův pohár
Tommy Haas se zúčastnil 31 soutěžních zápasů v Davisově poháru za tým Německa s bilancí 19-7 ve dvouhře a 3-2 ve čtyřhře.

## Postavení na žebříčku ATP na konci sezóny

### Dvouhra
| Rok    | 1996 | 1997  | 1998  | 1999  | 2000  | 2001 | 2002  | 2003 | 2004  | 2005  | 2006  | 2007  | 2008  | 2009  | 2010   | 2011   | 2012  | 2013  |
| Pořadí | 196. | ▲ 41. | ▲ 34. | ▲ 12. | ▼ 23. | ▲ 8. | ▲ 11. | ▼ x  | ▲ 17. | ▼ 46. | ▲ 11. | ▼ 12. | ▼ 84. | ▲ 18. | ▼ 372. | ▲ 205. | ▲ 21. | ▲ 12. |

### Čtyřhra
| Rok    | 1996 | 1997   | 1998   | 1999   | 2000   | 2001   | 2002   | 2003 | 2004   | 2005   | 2006   | 2007 | 2008   | 2009   | 2010 | 2011   | 2012   | 2013  |
| Pořadí | 959. | ▲ 283. | ▲ 214. | ▼ 693. | ▼ 694. | ▲ 132. | ▼ 735. | ▼ x  | ▲ 326. | ▼ 400. | ▼ 484. | ▼ x  | ▲ 669. | ▲ 131. | ▼ x  | ▲ 408. | ▲ 406. | ▲ 93. |